# Tess Gerritsen

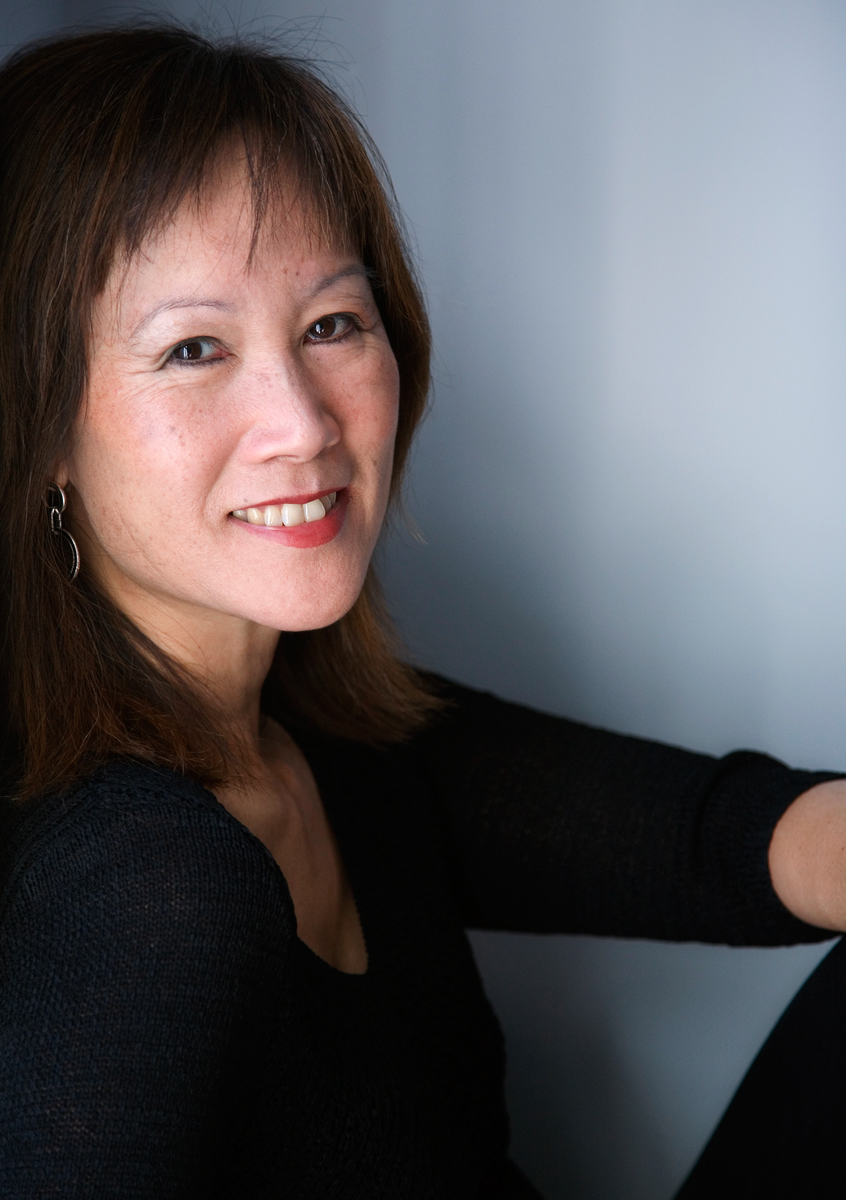
Tess Gerritsen (2005)

Tess Gerritsen, eigentlich Terry Tom (* 12. Juni 1953 in San Diego, Kalifornien), ist eine US-amerikanische Schriftstellerin. Ihren internationalen Durchbruch erreichte sie 1996 mit dem Thriller Kalte Herzen. Die Fernsehserie Rizzoli & Isles auf TNT und VOX basiert auf der Reihe Maura Isles & Jane Rizzoli von Gerritsen.

## Leben

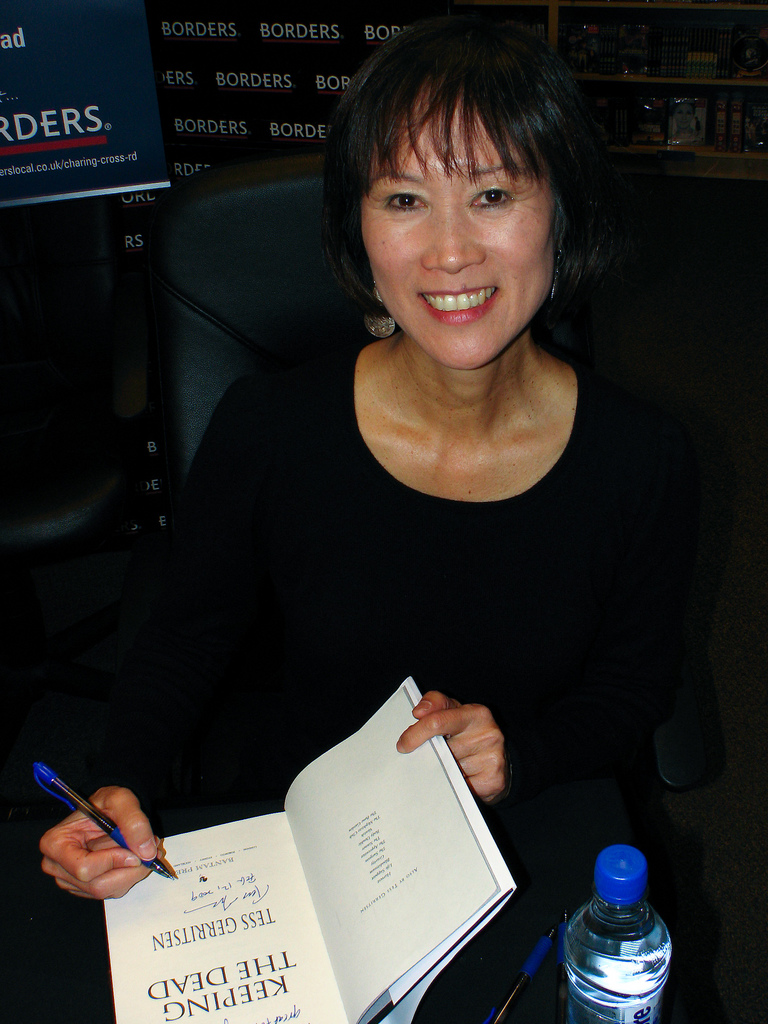
Gerritsen während einer Signierstunde (2009)

Tess Gerritsen, die Tochter chinesischer Einwanderer, wuchs in San Diego (Kalifornien) auf und studierte Medizin an der Stanford University und der University of California in San Francisco. 1979 legte sie ihr Examen ab und war anschließend als Internistin in Honolulu (Hawaii) tätig. Während der ersten Schwangerschaft entschied sich Gerritsen, zunächst nicht mehr als Ärztin zu arbeiten, sondern sich um die Erziehung der Kinder zu kümmern. Gleichzeitig begann sie mit dem Schreiben und reichte eine Kurzgeschichte für einen Literaturwettbewerb ein, für die sie mit dem ersten Preis ausgezeichnet wurde. Unter dem Titel Call after Midnight erschien 1987 ihr erstes Buch, anschließend folgten acht weitere romantische Thriller. Außerdem schrieb Gerritsen das Drehbuch für Adrift, das 1993 vom Fernsehsender CBS als Movie of the Week vorgestellt wurde.
In den folgenden Jahren wechselte Gerritsen in das Medizin-Genre, was eine Verbindung zu ihrer früheren Tätigkeit darstellt. Ihren internationalen Durchbruch erreichte Tess Gerritsen mit Harvest (deutscher Titel: Kalte Herzen) im Jahr 1996. Der Thriller handelt von der Ärztin Abby, die bei ihrer Tätigkeit in der Klinik erkennen muss, dass transplantierte Organe aus dubiosen Quellen stammen. Nach eigener Aussage waren die Erzählungen eines pensionierten Polizisten über den Organhandel in Russland maßgeblicher Anlass für die Geschichte. Harvest erreichte eine Platzierung auf der Bestsellerliste der New York Times, Gerritsen verkaufte die Filmrechte an Paramount Pictures beziehungsweise Dreamworks. Beobachter stuften das Buch und die folgenden Werke als Pathologenkrimi ein, in denen insbesondere die Rolle der Gerichtsmedizin betont werde. Nach Harvest veröffentlichte Tess Gerritsen diverse weitere Werke dieses Genres wie zum Beispiel Life Support (deutsch Roter Engel) oder Bloodstream (deutsch Trügerische Ruhe), von denen bis Frühjahr 2014 insgesamt über 25 Millionen Exemplare in 40 Ländern verkauft wurden.
2004 begründete Gerritsen mit Die Chirurgin (englischer Originaltitel: The Surgeon) die sogenannte Rizzoli & Isles-Reihe. Der erste Band handelt von einem Triebtäter, der seine Opfer vor der Ermordung einem gynäkologischen Eingriff unterzieht. Der Thriller wurde wie ihre vorhergehenden Bücher ebenfalls zum Bestseller. Im Zentrum der Handlung der Reihe stehen die Kriminalbeamtin Jane Rizzoli und Gerichtsmedizinerin Maura Isles, wobei die Werke von Gerritsen Grundlage für die Fernsehserie Rizzoli & Isles von Warner Bros. Television waren. Im Frühjahr 2014 wurde bekannt, dass Gerritsen vom US-amerikanischen Studio Warner Bros. weitere Einnahmen aus dem Kinofilm Gravity forderte. Sie hatte die Rechte an ihrem Buch Gravity bereits 1999 an eine Produktionsgesellschaft von Warner abgetreten. Allerdings wurden öffentlich Zweifel geäußert, ob der Film wirklich auf dem Buch von Gerritsen basierte. Gerritsen hat dennoch Klage vor dem US-Bezirksgericht in Los Angeles eingereicht.
Gerritsen lebt heute in Camden (Maine) und hat zwei Kinder. Eigenen Angaben von 2011 nach möchte sie nicht mehr in ihren früheren Beruf als Ärztin zurückkehren.

## Auszeichnungen
- 2002: RITA Award der Romance Writers of America für The Surgeon als Best Romantic Suspense Novel.[18]
- 2006: Nero Wolfe Award für Vanish als Best Mystery Novel.[19]

Außerdem wurde Vanish sowohl für den Edgar Allan Poe Award als auch Macavity Award nominiert.

## Werke

### Frühe Werke
- Das Geheimlabor. Mira Taschenbuchverlag, 2004. (Originaltitel: Whistleblower, 1992, übersetzt von M. R. Heinze und Margret Krätzig), ISBN 3-89941-142-0. (Zusammen mit Tödliche Spritzen in dem Sammelband Akte Weiss.)
- Tödliche Spritzen. Mira Taschenbuchverlag, 2004. (Originaltitel: Under the Knife, 1990, übersetzt von M. R. Heinze und Margret Krätzig), ISBN 3-89941-142-0. (Zusammen mit Das Geheimlabor in dem Sammelband Akte Weiss.)
- Der Anruf kam nach Mitternacht. Cora-Verlag, Hamburg 2007 (Originaltitel: Call After Midnight, übersetzt von Roy Gottwald), ISBN 978-3-89941-327-4.
- Die Meisterdiebin. Weltbild, Augsburg 2005 (Originaltitel: Thief of Hearts, übersetzt von Patrick Hansen), ISBN 3-89941-253-2.
- Gefährliche Begierde. Cora-Verlag, Hamburg 2005 (Originaltitel: Presumed Guilty, übersetzt von Barbara Minden), ISBN 3-89941-189-7.
- Verrat in Paris. Cora-Verlag, Hamburg 2005 (Originaltitel: In Their Footsteps, übersetzt von Gisela Schmitt), ISBN 3-89941-174-9.
- Sag niemals stirb. Cora-Verlag, Hamburg 2007 (Originaltitel: Never Say Die, übersetzt von M. R. Heinze), ISBN 978-3-89941-386-1.
- Angst in deinen Augen. Cora-Verlag, Hamburg 2009 (Originaltitel: Keeper of the Bride, übersetzt von Emma Luxx), ISBN 978-3-89941-627-5.

### Medizin-Thriller und Kriminalromane
- Gute Nacht, Peggy Sue. Blanvalet, München 1999 (Originaltitel: Peggy Sue Got Murdered, übersetzt von Christine Frauendorf-Mössel), ISBN 3-442-35136-7.
- Trügerische Ruhe. Blanvalet, München 1999 (Originaltitel: Bloodstream, übersetzt von Andreas Jäger), ISBN 3-442-35213-4.
- Roter Engel. Blanvalet, München 2000 (Originaltitel: Life Support, übersetzt von Klaus Kamberger), ISBN 3-442-35285-1.
- In der Schwebe. Blanvalet, München 2001 (Originaltitel: Gravity, übersetzt von Andreas Jäger), ISBN 3-442-35337-8.
- Kalte Herzen. Blanvalet, München 2003 (Originaltitel: Harvest, übersetzt von Kristian Lutze), ISBN 3-442-35880-9.
- Leichenraub. Blanvalet, München 2010 (Originaltitel: The Bone Garden, übersetzt von Andreas Jäger), ISBN 978-3-442-37226-3.
- Totenlied. Limes, München 2016 (Originaltitel: Playing with Fire, übersetzt von Andreas Jäger), ISBN 978-3-8090-2670-9.
- Der Anruf kam nach Mitternacht. HarperCollins, Hamburg 2017, (Originaltitel: Call after Midnight, übersetzt von Ivonne Senn), ISBN 978-3-95967-109-5.
- Das Schattenhaus. Limes, München 2020 (Originaltitel: The Shape of Night, übersetzt von Andreas Jäger), ISBN 978-3-8090-2716-4.
- Die Studentin. Limes, München 2021(Originaltitel: Choose Me, 2021, übersetzt von Andreas Jäger), zusammen mit Gary Braver, ISBN 978-3-641-27964-6[22]

### Rizzoli-&-Isles-Thriller
- Die Chirurgin. Blanvalet, München 2004 (Originaltitel: The Surgeon, übersetzt von Andreas Jäger), ISBN 3-442-36067-6.
- Der Meister. Blanvalet, München 2005 (Originaltitel: The Apprentice, übersetzt von Andreas Jäger), ISBN 3-442-36284-9.
- Todsünde. Blanvalet, München 2006 (Originaltitel: The Sinner, übersetzt von Andreas Jäger), ISBN 3-442-36459-0.
- Schwesternmord. Blanvalet, München 2007 (Originaltitel: Body Double, übersetzt von Andreas Jäger), ISBN 978-3-442-36615-6.
- Scheintot. Blanvalet, München 2008 (Originaltitel: Vanish, übersetzt von Andreas Jäger), ISBN 978-3-442-36845-7.
- Blutmale. Blanvalet, München 2009 (Originaltitel: The Mephisto Club, übersetzt von Andreas Jäger), ISBN 978-3-442-37138-9.
- Grabkammer. Blanvalet, München 2011 (Originaltitel: The Keepsake, übersetzt von Andreas Jäger), ISBN 978-3-442-37227-0.
- Totengrund. Blanvalet, München 2012 (Originaltitel: Ice Cold, übersetzt von Andreas Jäger), ISBN 978-3-442-37481-6.
- Grabesstille. Blanvalet, München 2013 (Originaltitel: The Silent Girl, übersetzt von Andreas Jäger), ISBN 978-3-442-37482-3.
- Abendruh. Blanvalet, München 2014 (Originaltitel: Last to Die, übersetzt von Andreas Jäger), ISBN 978-3-442-37483-0.
- Der Schneeleopard. Limes, München 2015 (Originaltitel: Die Again, übersetzt von Andreas Jäger), ISBN 978-3-8090-2637-2.
- Blutzeuge. Limes, München 2017 (Originaltitel: I Know a Secret, übersetzt von Andreas Jäger), ISBN 978-3-8090-2638-9.
- Mutterherz. Limes, München 2022 (Originaltitel: Listen to Me, übersetzt von Andreas Jäger), ISBN 978-3-8090-2756-0.

### Reihe Der Martini-Club
- Spy Coast – Die Spionin. Thomas & Mercer, 2023 (Originaltitel: The Spy Coast, übersetzt von Andreas Jäger), ISBN 978-3-6413-1360-9.
- Die Sommergäste. Limes Verlag, 2025 (Originaltitel: The Summer Guests, übersetzt von Andreas Jäger), ISBN 978-3-8090-2780-5.